# Sara Azmeh Rasmussen
Sara Azmeh Rasmussen är syrisk-norsk författare, frilansskribent, föreläsare och människorättsaktivist. Hon föddes 1973 och växte upp i Damaskus, Syrien, i en sunnimuslimsk familj med djupa rötter i huvudstaden. År 1995 emigrerade hon ensam till Norge, och 1997 fick hon politisk asyl i landet. I sin debutbok, den självbiografiska romanen Skyggeferden (en skuggas resa), beskriver hon de spår en sådan kulturell resa ger i den mänskliga själen.
Azmeh Rasmussens resa var inte bara intellektuell, utan också ideologisk-politisk och religiös. Hon döptes i en ortodox kyrka i Damaskus, trots att hon riskerade sitt liv. Några år senare lämnade hon ändå kristendomen och blev sekulärhumanist.

## Akademisk bakgrund
Sara Azmeh Rasmussen har studerat juridik vid universitetet i Damaskus. Hon har Candidatus Magister i internationella kulturstudier i området islam och arabisk kultur vid universitetet i Oslo. Som masterstudent i Mellanöstern- och Nordafrikaprogrammet var hon ansluten till Centrum för Förintelsestudier i Oslo. Hon har också läst separata ämnen som moralfilosofi och genusvetenskap på Oslo universitet.
Sara Azmeh Rasmussen blev rikskänd i Norge när hon, på den internationella kvinnodagen den 8 mars 2009, satte eld på en slöja. Aktionen fick internationell uppmärksamhet och täckning. Dagen innan hade tidningen Aftenposten publicerat hennes artikel "Bred ut dina vingar!", ett öppet brev till den muslimska kvinnan. Under markeringen på Youngstorget blev Azmeh Rasmussen bombarderad med snöbollar. Direkt efter aktionen fick hon ta emot dödshot och hatpost. Den norska radikala vänstern kritiserade aktionen och kallade den rasistisk och hatisk. Själv ansåg Rasmussen att hon hade tänt en eld för frihet och jämlikhet.     